# 品花宝鉴
《品花宝鉴》，亦作《怡情佚史》、《群花宝鉴》，清代陈森所著的一部描写狎优风气的长篇小说，共60回。陈森是常州人，科举常年不得意，40岁后放弃科举。他寓居北京时常与优伶交往，为日后的创作积累了素材。

## 成書與傳播
作者在道光三年八月十二日作《梅花梦》传奇，赞美才子张若水与妓女梅小玉的感情。后来经人劝说，将他熟悉的伶人生活写成了这部反映古代梨园生活的《品花宝鉴》。该书以文人与男旦之间的交往、相互欲望以及享乐生活为主题，被后人称作“同性恋的百科全书”。但露骨的性描写，也使得这部小说多次被诟病、禁毁。该书写作年代有不同说法，清代杨懋建的《梦华琐簿》认为该书写于1837－1849年，至1837年已成三十回，相隔十二年之后又成三十回，完成全书。鲁迅（《中国小说史略》）、赵景深（《品花宝鉴考证》）、张俊（《清代小说史》）等均沿用该说。周绍良对此表示异议，认为该书写于1825－1835年。最早的版本为道光己酉（1849年）刻本，后来的翻刻本颇多。

## 內容
“花”是指伶人中的旦角，又被称为“相公”，他们常被富贵人家当做玩物。作者在第一回开篇写道“京师演戏之盛，甲于天下。地当尺五天边，处处歌台舞榭；人在大千队里，时时醉月评花。真乃说不尽的繁华，描不尽的情态。一时闻闻见见，怪怪奇奇，事不出于理之所无，人尽入于情之所有，遂以游戏之笔，摹写游戏之人。而游戏之中最难得者，几个用情守礼之君子，与几个洁身自好的优伶，真合着《国风》好色不淫一句。先将绅中子弟分作十种，皆是一个情字”。出身官宦世家的梅子玉与美貌伶人杜琴言互生爱慕，平等相待。梅子玉看重名望，不随大流，最终考取翰林院编修。杜琴言洁身自好，被卖入梨园后几次以死抗争，传达了作者的理想。风流书生田春航与苏蕙芳偶遇，在苏的教导下发奋读书考中状元，娶得与苏面容有十分相似的世族女子为妻。书中还安排了奚十一、潘三等负面人物。

## 風格
《品花宝鉴》对人物的外貌常做脸谱化处理，比如对名旦苏蕙芳，作者以如下语言写其外表秀丽：“春航一见，原来是个绝色的相公，就有一片灵光，从车内飞出来，把自己眼光罩住，那一腔怒气，不知消到何处去了。只见那相公生得如冰雪抟成，琼瑶琢就，韵中生韵，香外含香。正似明月梨花，一身缟素；恰称兰心蕙质，竟体清芬”，而对富翁潘其观则用了丑化的笔调，写他“五短身材，一个酱色圆脸，一嘴猪鬃似的黄骚毛，有四十多岁年纪。生得凸肚中间凹臀，俗而且臭。穿了一身青绸绵衣，戴一顶镶绒便帽，拖条小貂尾，脚下穿一双青缎袜灰色镶鞋，胸前衣衿上挂着一枝短烟袋，露出半个绿皮烟荷包。淡黄眼珠，红丝缠满，笑眯嘻的低声下气，装出许多谦温样子。”小说中的心理描写比起之前的小说的比重大，明显受到戏曲艺术以独白或独唱来抒写人物思想活动的影响。比如写魏聘才挟嫌陷害琴言的内心活动：“再又想到：琴言这等古怪脾气，此刻华公子是不知道，若长久了，是必定厌恶的。让我弄他进来，叫他受两年苦，方可以出我之气。主意定了，便又说道 ……”书中也有一些人物形象虚幻飘浮，写酒令、谈学问考据占了很大篇幅。

## 禁毁
清朝统治者为了稳定政权，控制文化，列出了各种各样的禁书，其中有六大禁书，《品花宝鉴》为其中之一。六大禁书为：《载花船》、《蜃楼志》、《品花宝鉴》、《闹花丛》、《株林野史》、《绿野仙踪》。

## 評論
《品花宝鉴》并未摆脱明清才子佳人小说的模式，鲁迅曾评价说：“描摹儿女之书，昔又多有，遂复不能摆脱旧套，虽所谓上品，即作者之理想人物如梅子玉杜琴言辈，亦不外伶如佳人，客为才子，温情软语，累牍不休。”但它同时又开启近代狭邪小说之先河。胡适曾评论道：“浅人以其记男色之风，遂指为淫书；不知此书之历史的价值正在其不知男色为可鄙薄之事”

## 延伸閱讀
- 王德威：〈論《品花寶鑑》（页面存档备份，存于）〉。